# 德拉塞
德拉塞（法語：Dracé，法語發音：[dʁase]）是法国罗讷省的一个市镇，属于索恩河畔自由城区。

## 地理
德拉塞（46°9'24"N, 4°45'56"E）面积14.87 平方千米，位于法国奥弗涅-罗讷-阿尔卑斯大区罗讷省，该省份为法国中东部省份，北起顺时针与索恩-卢瓦尔省、安省、里昂大都会、伊泽尔省和卢瓦尔省接壤。
与德拉塞接壤的市镇（或旧市镇、城区）包括：莫涅南、索恩河畔佩济约、沙拉罗讷河畔圣迪迪耶、图瓦塞、塔波纳、罗马内什托兰、圣桑福里安当塞勒、博若莱地区科尔塞勒、朗谢、博若莱地区贝尔维尔。

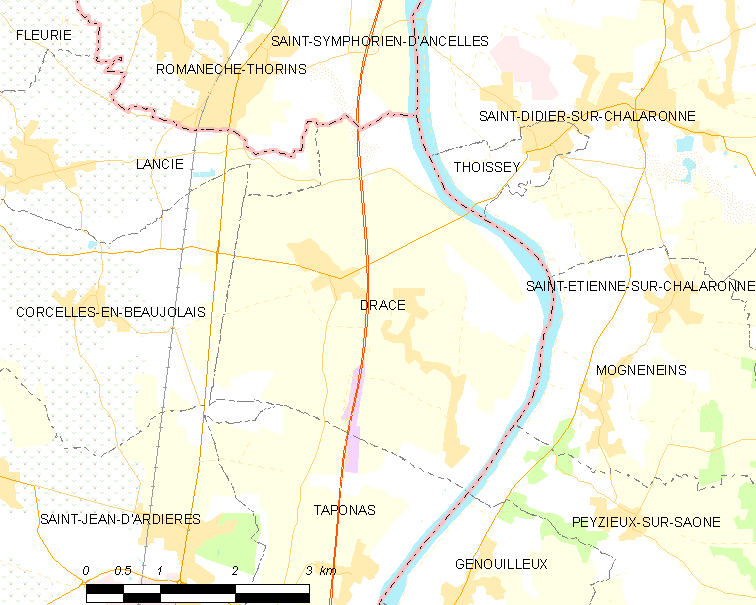
德拉塞的OSM定位图

德拉塞的时区为UTC+01:00、UTC+02:00（夏令时）。

## 行政
德拉塞的邮政编码为69220，INSEE市镇编码为69077。

## 政治
德拉塞所属的省级选区为博若莱地区贝尔维尔县。

## 人口

1962-2008年间德拉塞人口变化图示

德拉塞于2022年1月1日时的人口数量为1178人。